# Soulsbyville
Soulsbyville es un lugar designado por el censo ubicado en el condado de Tuolumne en el estado estadounidense de California. En el año 2000 tenía una población de 1,729 habitantes y una densidad poblacional de 219 personas por km².

## Geografía
Soulsbyville se encuentra ubicado en las coordenadas 37°59′42″N 120°15′37″O / 37.99500, -120.26028. Según la Oficina del Censo, la ciudad tiene un área total de 7,9 km² (3,1 mi²), de la cual 7,9 km² (3,1 mi²) es tierra y 0 km² (0 mi²) (0%) es agua.

## Demografía
Según la Oficina del Censo en 2000 los ingresos medios por hogar en la localidad eran de $42,500, y los ingresos medios por familia eran $45,625. Los hombres tenían unos ingresos medios de $34,516 frente a los $18,906 para las mujeres. La renta per cápita para la localidad era de $18,514. Alrededor del 15.6% de la población estaba por debajo del umbral de pobreza.